# Uzbekistan na Zimowych Igrzyskach Olimpijskich 2006
Uzbekistan na Zimowych Igrzyskach Olimpijskich 2006 reprezentowało czworo zawodników - dwóch mężczyzn i dwie kobiety.

## Skład reprezentacji

### Narciarstwo alpejskie
Mężczyźni
- Kayrat Ermetov
  - Slalom - 46. miejsce

### Łyżwiarstwo figurowe
Kobiety
- Anastasiya Gimazetdinova
  - Singiel - 29. miejsce

Miks
- Marina Aganina i Artyom Knyazev
  - Pary sportowe - 16. miejsce